# Świat bez granic
Świat bez granic – polsko-amerykański film fabularny z 1931 roku.

## Obsada
- Adam Brodzisz – Andrzej Karski
- Maryla Wojno – Wanda Malinowska
- Maria Dąbrowska – Malinowska
- Andrzej Nałęcz – Janek Malinowski
- Władysław Szczawiński – przemysłowiec Nowak
- Michał Halicz – inżynier Bonar